# Lista największych stadionów w Europie

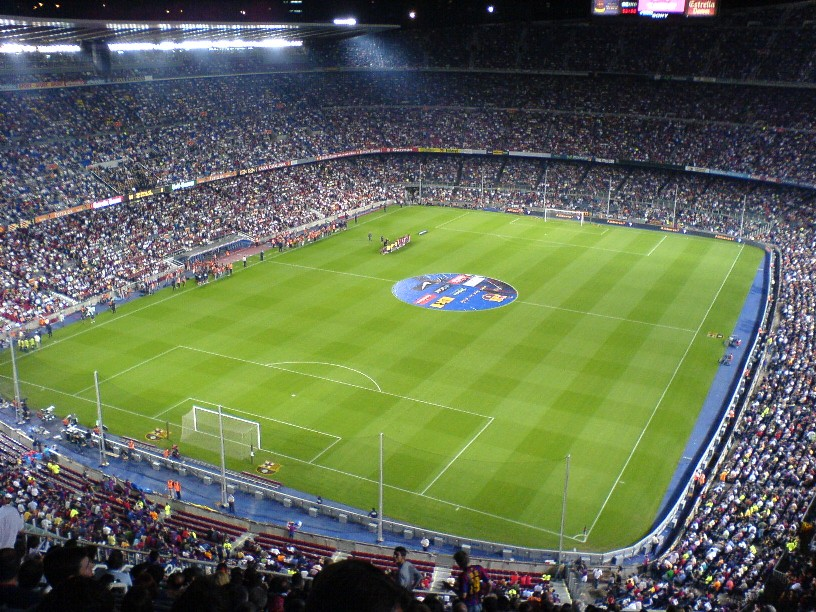
Camp Nou w Barcelonie

Największe stadiony sportowe w Europie – lista stadionów sklasyfikowanych pod względem oficjalnej pojemności trybun.
Największe w Europie są stadiony piłkarskie. Areny zmagań rugby, futbolu gaelickiego czy żużla, mają zwykle mniejszą pojemność.
Na liście zostały ujęte wszystkie stadiony w Europie o pojemności przynajmniej 30 tys. widzów. Odpowiednia kategoria stadionu oraz najmniejsza pojemność stadionu wynosząca 30 tys. kwalifikuje do finałów rozgrywek Mistrzostw Europy w piłce nożnej.
| Poz. | Stadion                               | Pojemność        | Lokalizacja                    | Gospodarze                                                                                         |
| ---- | ------------------------------------- | ---------------- | ------------------------------ | -------------------------------------------------------------------------------------------------- |
| 1    | Camp Nou                              | 99 354 (siedz.)  | Barcelona, Hiszpania           | FC Barcelona                                                                                       |
| 2    | Wembley Stadium                       | 90 tys. (siedz.) | Londyn, Anglia                 | Reprezentacja Anglii w piłce nożnej mężczyzn                                                       |
| 3    | Estadio Santiago Bernabéu             | 85 254 (siedz.)  | Madryt, Hiszpania              | Real Madryt                                                                                        |
| 4    | Croke Park                            | 82 300 (siedz.)  | Dublin, Irlandia               | Gaelic Athletic Association                                                                        |
| 5    | Twickenham Stadium                    | 82 076 (siedz.)  | Londyn, Anglia                 | Reprezentacja Anglii w rugby mężczyzn                                                              |
| 6    | Signal Iduna Park                     | 81 359           | Dortmund, Niemcy               | Borussia Dortmund, Reprezentacja Niemiec w piłce nożnej                                            |
| 7    | Stade de France                       | 81 338 (siedz.)  | Saint-Denis, Francja           | Reprezentacja Francji w piłce nożnej mężczyzn, Reprezentacja Francji w rugby mężczyzn              |
| 8    | Stadion Łużniki                       | 81 000 (siedz.)  | Moskwa, Rosja                  | Reprezentacja Rosji w piłce nożnej                                                                 |
| 9    | San Siro                              | 80 018 (siedz.)  | Mediolan, Włochy               | A.C. Milan, Inter Milan                                                                            |
| 10   | Old Trafford                          | 76 212 (siedz.)  | Manchester, Anglia             | Manchester United                                                                                  |
| 11   | Stadion Olimpijski im. Atatürka       | 75 145 (siedz.)  | Stambuł, Turcja                | Reprezentacja Turcji w piłce nożnej                                                                |
| 12   | Allianz Arena                         | 75 024           | Monachium, Niemcy              | Bayern Monachium, 1860 Monachium                                                                   |
| 13   | Millennium Stadium                    | 74 500 (siedz.)  | Cardiff, Walia                 | Reprezentacja Walii w piłce nożnej, Reprezentacja Walii w rugby mężczyzn                           |
| 14   | Stadion Olimpijski w Berlinie         | 74 228 (siedz.)  | Berlin, Niemcy                 | Hertha BSC                                                                                         |
| 15   | Stadio Olimpico                       | 72 698 (siedz.)  | Rzym, Włochy                   | A.S. Roma, S.S. Lazio                                                                              |
| 16   | Stadion Olimpijski w Kijowie          | 70 050 (siedz.)  | Kijów, Ukraina                 | Reprezentacja Ukrainy w piłce nożnej, Dynamo Kijów, Arsenał Kijów                                  |
| 17   | Stadion Olimpijski w Baku             | 69 870 (siedz.)  | Baku, Azerbejdżan              | Reprezentacja Azerbejdżanu w piłce nożnej                                                          |
| 18   | Stadion Olimpijski w Atenach          | 69 618 (siedz.)  | Ateny, Grecja                  | AEK Ateny                                                                                          |
| 19   | Stadion Olimpijski w Monachium        | 69 250 (siedz.)  | Monachium, Niemcy              | imprezy lekkoatletyczne                                                                            |
| 20   | Wanda Metropolitano                   | 68 000 (siedz.)  | Madryt, Hiszpania              | Atlético Madryt                                                                                    |
| 21   | Murrayfield Stadium                   | 67 144 (siedz.)  | Edynburg, Szkocja              | Reprezentacja Szkocji w rugby mężczyzn                                                             |
| 22   | Estádio da Luz                        | 65 647 (siedz.)  | Lizbona, Portugalia            | SL Benfica                                                                                         |
| 23   | Tottenham Hotspur Stadium             | 62 303 (siedz.)  | Londyn, Anglia                 | Tottenham Hotspur F.C.                                                                             |
| 24   | Celtic Park                           | 60 355 (siedz.)  | Glasgow, Szkocja               | Celtic F.C.                                                                                        |
| 25   | Emirates Stadium                      | 60 338 (siedz.)  | Londyn, Anglia                 | Arsenal F.C.                                                                                       |
| 26   | Stadio Diego Armando Maradona         | 60 240 (siedz.)  | Neapol, Włochy                 | SSC Napoli                                                                                         |
| 27   | Stade Vélodrome                       | 60 031 (siedz.)  | Marsylia, Francja              | Olympique de Marseille, Reprezentacja Francji w rugby mężczyzn                                     |
| 28   | Stadion Olimpijski w Londynie         | 60 000 (siedz.)  | Londyn, Anglia                 | West Ham United                                                                                    |
| 29   | Parc OL                               | 59 186 (siedz.)  | Lyon, Francja                  | Olympique Lyon                                                                                     |
| 30   | Stadion Narodowy w Warszawie          | 58 500 (siedz.)  | Warszawa, Polska               | Reprezentacja Polski w piłce nożnej mężczyzn                                                       |
| 31   | Stadio San Nicola                     | 58 170           | Bari, Włochy                   | A.S. Bari                                                                                          |
| 32   | Estadio Olímpico de Sevilla           | 57 619 (siedz.)  | Sewilla, Hiszpania             | Reprezentacja Hiszpanii w piłce nożnej mężczyzn                                                    |
| 33   | Stadion im. Atatürka w Izmirze        | 57 500 (siedz.)  | Izmir, Turcja                  | Göztepe A.Ş., Altay S.K., Reprezentacja Turcji w piłce nożnej                                      |
| 34   | Estadio Mestalla                      | 57 tys. (siedz.) | Walencja, Hiszpania            | Valencia CF                                                                                        |
| 35   | Stadion Kriestowskij                  | 56 196 (siedz.)  | Petersburg, Rosja              | Zenit Petersburg                                                                                   |
| 36   | Estadi Olímpic Lluís Companys         | 55 926 (siedz.)  | Barcelona, Hiszpania           | RCD Espanyol                                                                                       |
| 37   | Stadion Crvena zvezda                 | 55 538 (siedz.)  | Belgrad, Serbia                | FK Crvena zvezda                                                                                   |
| 38   | Stadion Śląski                        | 55 211 (siedz.)  | Chorzów, Polska                | Ruch Chorzów, Reprezentacja Polski w piłce nożnej                                                  |
| 39   | Arena Narodowa                        | 55 200 (siedz.)  | Bukareszt, Rumunia             | Reprezentacja Rumunii w piłce nożnej mężczyzn, Reprezentacja Rumunii w rugby mężczyzn              |
| 40   | Mercedes-Benz Arena                   | 54 906 (siedz.)  | Stuttgart, Niemcy              | VfB Stuttgart                                                                                      |
| 41   | Estadio Vicente Calderón              | 54 851 (siedz.)  | Madryt, Hiszpania              | Atlético Madrid                                                                                    |
| 42   | Stadion im. Borisa Paiczadze          | 54 549 (siedz.)  | Tbilisi, Gruzja                | Dinamo Tbilisi, Reprezentacja Gruzji w piłce nożnej                                                |
| 43   | Veltins-Arena                         | 54 142 (siedz.)  | Gelsenkirchen, Niemcy          | FC Schalke 04                                                                                      |
| 44   | Anfield                               | 54 074           | Liverpool, Anglia              | Liverpool F.C.                                                                                     |
| 45   | Stadion Hrazdan                       | 53 849 (siedz.)  | Erywań, Armenia                | F.C. Ararat Yerevan                                                                                |
| 46   | Ernst-Happel-Stadion                  | 53 008 (siedz.)  | Wiedeń, Austria                | Reprezentacja Austrii w piłce nożnej, Rapid Wiedeń, Austria Wiedeń                                 |
| 47   | Türk Telekom Arena                    | 52 695           | Stambuł, Turcja                | Galatasaray SK                                                                                     |
| 48   | St James’ Park                        | 52 387 (siedz.)  | Newcastle upon Tyne, Anglia    | Newcastle United F.C.                                                                              |
| 49   | Hampden Park                          | 52 025 (siedz.)  | Glasgow, Szkocja               | Reprezentacja Szkocji w piłce nożnej, Queen’s Park F.C.                                            |
| 50   | Aviva Stadium                         | 51 700           | Dublin, Irlandia               | Football Association of Ireland                                                                    |
| 51   | Amsterdam ArenA                       | 51 628 (siedz.)  | Amsterdam, Holandia            | AFC Ajax, Amsterdam Admirals                                                                       |
| 52   | Donbas Arena                          | 51 504 (siedz.)  | Donieck, Ukraina               | Metałurh Donieck, Szachtar Donieck                                                                 |
| 53   | Esprit Arena                          | 51 500 (siedz.)  | Düsseldorf, Niemcy             | Fortuna Düsseldorf                                                                                 |
| 54   | Volksparkstadion                      | 51 500 (siedz.)  | Hamburg, Niemcy                | Hamburger SV                                                                                       |
| 55   | Estadio Manuel Ruiz de Lopera         | 51 309 (siedz.)  | Sewilla, Hiszpania             | Real Betis                                                                                         |
| 56   | Stade Pierre-Mauroy                   | 51 157 (siedz.)  | Lille, Francja                 | Lille OSC                                                                                          |
| 57   | De Kuip                               | 51 137 (siedz.)  | Rotterdam, Holandia            | Feyenoord                                                                                          |
| 58   | Ibrox Stadium                         | 51 082 (siedz.)  | Glasgow, Szkocja               | Rangers F.C.                                                                                       |
| 59   | Fenerbahçe Şükrü Saracoğlu            | 50 509 (siedz.)  | Stambuł, Turcja                | Fenerbahçe SK, Reprezentacja Turcji w piłce nożnej                                                 |
| 60   | Estádio do Dragão                     | 50 399 (siedz.)  | Porto, Portugalia              | FC Porto                                                                                           |
| 61   | Stadion Króla Baudouina I             | 50 093 (siedz.)  | Bruksela, Belgia               | Reprezentacja Belgii w piłce nożnej                                                                |
| 62   | Estádio José Alvalade                 | 50 076 (siedz.)  | Lizbona, Portugalia            | Sporting CP                                                                                        |
| 63   | Friends Arena                         | 50 000 (siedz.)  | Sztokholm, Szwecja             | Reprezentacja Szwecji w piłce nożnej, AIK Fotboll                                                  |
| 64   | Gaelic Grounds                        | 49 500           | Limerick, Irlandia             | Limerick GAA                                                                                       |
| 65   | Stadium of Light                      | 49 tys.          | Sunderland, Anglia             | Sunderland A.F.C.                                                                                  |
| 66   | Fritz-Walter-Stadion                  | 48 500           | Kaiserslautern, Niemcy         | 1. FC Kaiserslautern                                                                               |
| 67   | Commerzbank-Arena                     | 48 132           | Frankfurt nad Menem, Niemcy    | Eintracht Frankfurt                                                                                |
| 68   | City of Manchester Stadium            | 47 726           | Manchester, Anglia             | Manchester City F.C.                                                                               |
| 69   | Frankenstadion                        | 47 559           | Norymberga, Niemcy             | 1. FC Nürnberg                                                                                     |
| 70   | Stadio Artemio Franchi                | 47 282           | Florencja, Włochy              | ACF Fiorentina                                                                                     |
| 71   | Parc des Princes                      | 46 480           | Paryż, Francja                 | Paris Saint-Germain F.C.                                                                           |
| 72   | RheinEnergieStadion                   | 46 361           | Kolonia, Niemcy                | 1. FC Köln                                                                                         |
| 73   | Borussia-Park                         | 46 259 (siedz.)  | Mönchengladbach, Niemcy        | Borussia Mönchengladbach                                                                           |
| 74   | Estadio Ramón Sánchez Pizjuán         | 45 500           | Sewilla, Hiszpania             | Sevilla FC                                                                                         |
| 75   | Stadion Olimpijski w Soczi            | 45 460           | Soczi, Rosja                   | Reprezentacja Rosji w piłce nożnej                                                                 |
| 74   | Kazań Ariena                          | 45 000           | Kazań, Rosja                   | Rubin Kazań                                                                                        |
| 77   | HDI-Arena                             | 44 652           | Hanower, Niemcy                | Hannover 96                                                                                        |
| 78   | Red Bull Arena                        | 44 345           | Lipsk, Niemcy                  | FC Sachsen Leipzig                                                                                 |
| 79   | Stadion Miejski                       | 44 308           | Wrocław, Polska                | Śląsk Wrocław                                                                                      |
| 80   | Otkrytije Ariena                      | 44 000           | Moskwa, Rosja                  | Spartak Moskwa                                                                                     |
| 81   | Stadion Narodowy im. Wasiła Lewskiego | 43 632           | Sofia, Bułgaria                | Reprezentacja Bułgarii w piłce nożnej                                                              |
| 82   | Stadion Energa Gdańsk                 | 43 615           | Gdańsk, Polska                 | Lechia Gdańsk                                                                                      |
| 83   | Páirc Uí Chaoimh                      | 43 500 (siedz.)  | Cork, Irlandia                 | Cork GAA                                                                                           |
| 84   | Stadion Miejski                       | 43 098           | Poznań, Polska                 | Lech Poznań                                                                                        |
| 85   | Stade de Gerland                      | 43 051           | Lyon, Francja                  | Olympique Lyonnais                                                                                 |
| 86   | Ullevi                                | 43 tys.          | Göteborg, Szwecja              | IFK Göteborg, GAIS, Örgryte IS, BK Häcken                                                          |
| 87   | Villa Park                            | 42 573           | Birmingham, Anglia             | Aston Villa F.C.                                                                                   |
| 88   | Weserstadion                          | 42 358           | Brema, Niemcy                  | Werder Brema                                                                                       |
| 89   | Parken                                | 42 305           | Kopenhaga, Dania               | Reprezentacja Danii w piłce nożnej, FC København                                                   |
| 90   | Stamford Bridge                       | 42 055           | Londyn, Anglia                 | Chelsea F.C.                                                                                       |
| 91   | Stadio Friuli                         | 41 652           | Udine, Włochy                  | Udinese Calcio                                                                                     |
| 92   | Stadion Ramat Gan                     | 41 583           | Ramat Gan, Izrael              | Reprezentacja Izraela w piłce nożnej                                                               |
| 93   | Puskás Aréna                          | 67 215 (siedz.)  | Budapeszt, Węgry               | Reprezentacja Węgier w piłce nożnej                                                                |
| 94   | Südweststadion                        | 41 383           | Ludwigshafen am Rhein, Niemcy  | FSV Oggersheim                                                                                     |
| 95   | Stadion Metalist                      | 41 307           | Charków, Ukraina               | Metalist Charków, FK Charków                                                                       |
| 96   | Allianz Stadium                       | 41 254           | Turyn, Włochy                  | Juventus Turyn                                                                                     |
| 97   | Stade Félix-Bollaert                  | 41 233           | Lens, Francja                  | RC Lens                                                                                            |
| 98   | Vodafone Arena                        | 41 188           | Stambuł, Turcja                | Beşiktaş JK                                                                                        |
| 99   | Stadion Dynamo Mińsk                  | 41 040           | Mińsk, Białoruś                | Dynamo Mińsk                                                                                       |
| 100  | Goodison Park                         | 40 394           | Liverpool, Anglia              | Everton F.C.                                                                                       |
| 101  | Elland Road                           | 40 242           | Leeds, Anglia                  | Leeds United A.F.C.                                                                                |
| 102  | Stadio San Filippo                    | 40 200           | Mesyna, Włochy                 | F.C. Messina Peloro                                                                                |
| 103  | Stadion Olimpijski w Helsinkach       | 40 tys.          | Helsinki, Finlandia            | Reprezentacja Finlandii w piłce nożnej                                                             |
| 104  | Hillsborough Stadium                  | 39 814           | Sheffield, Anglia              | Sheffield Wednesday F.C.                                                                           |
| 105  | San Mamés                             | 39 750           | Bilbao, Hiszpania              | Athletic Bilbao                                                                                    |
| 106  | Stadio Renato Dall’Ara                | 39 444           | Bolonia, Włochy                | Bologna FC                                                                                         |
| 107  | Stadio Marcantonio Bentegodi          | 39 211           | Werona, Włochy                 | Chievo Verona, Hellas Verona                                                                       |
| 108  | Fitzgerald Stadium                    | 39 120           | Killarney, Irlandia            | Gaelic Athletic Association                                                                        |
| 109  | Estadio Manuel Martínez Valero        | 38 750           | Elche, Hiszpania               | Elche CF                                                                                           |
| 110  | Stade de la Beaujoire                 | 38 285           | Nantes, Francja                | FC Nantes                                                                                          |
| 111  | Stadio Renzo Barbera                  | 37 619           | Palermo, Włochy                | U.S. Città di Palermo                                                                              |
| 112  | Estádio Nacional                      | 37 593           | Oeiras, Portugalia             | gospodarz finału Pucharu Portugalii                                                                |
| 113  | Stadio Arechi                         | 37 245           | Salerno, Włochy                | Salernitana Calcio 1919                                                                            |
| 114  | Stadion Maksimir                      | 37 168           | Zagrzeb, Chorwacja             | Dinamo Zagrzeb, Reprezentacja Chorwacji w piłce nożnej                                             |
| 115  | Råsundastadion                        | 36 608           | Sztokholm, Szwecja             | AIK Fotboll, Reprezentacja Szwecji w piłce nożnej                                                  |
| 116  | Stadion Dinamo                        | 36 540           | Moskwa, Rosja                  | Dinamo Moskwa, CSKA Moskwa                                                                         |
| 117  | Stadio Luigi Ferraris                 | 36 536           | Genua, Włochy                  | Genoa C.F.C., UC Sampdoria                                                                         |
| 118  | Stadio Via del Mare                   | 36 285           | Lecce, Włochy                  | U.S. Lecce                                                                                         |
| 119  | St. Tiernach’s Park                   | 36 tys.          | Monaghan, Irlandia             | Gaelic Athletic Association                                                                        |
| 120  | McHale Park                           | 36 tys.          | Castlebar, Irlandia            | Gaelic Athletic Association                                                                        |
| 121  | Boleyn Ground                         | 35 647           | Londyn, Anglia                 | West Ham United F.C.                                                                               |
| 122  | Stadion im. Asima Ferhatovicia Hasego | 35 630           | Sarajewo, Bośnia i Hercegowina | FK Sarajevo                                                                                        |
| 123  | Allianz Riviera                       | 35 624           | Nicea, Francja                 | OGC Nice                                                                                           |
| 124  | Stade Geoffroy-Guichard               | 35 616           | Saint-Étienne, Francja         | AS Saint-Étienne                                                                                   |
| 125  | Stadium Municipal                     | 35 472           | Tuluza, Francja                | Toulouse FC, Stade Toulousain                                                                      |
| 126  | Ludwigsparkstadion                    | 35 303           | Saarbrücken, Niemcy            | 1. FC Saarbrücken                                                                                  |
| 127  | Riverside Stadium                     | 35 100           | Middlesbrough, Anglia          | Middlesbrough F.C.                                                                                 |
| 128  | Philips Stadion                       | 35 tys.          | Eindhoven, Holandia            | PSV Eindhoven                                                                                      |
| 129  | Poljud                                | 35 tys.          | Split, Chorwacja               | Hajduk Split                                                                                       |
| 130  | Arena Lwów                            | 34 915           | Lwów, Ukraina                  | Karpaty Lwów, Szachtar Donieck                                                                     |
| 131  | Estadio Municipal de Riazor           | 34 600           | A Coruña, Hiszpania            | Deportivo La Coruña                                                                                |
| 132  | La Romareda                           | 34 596           | Saragossa, Hiszpania           | Real Saragossa                                                                                     |
| 133  | Grotenburg Stadion                    | 34 500           | Krefeld, Niemcy                | KFC Uerdingen 05                                                                                   |
| 134  | Stadion Czornomoreć w Odessie         | 34 362           | Odessa, Ukraina                | Czornomoreć Odessa                                                                                 |
| 135  | Stade Chaban-Delmas                   | 34 327           | Bordeaux, Francja              | FC Girondins de Bordeaux                                                                           |
| 136  | Stadion FK Krasnodar                  | 34 291           | Krasnodar, Rosja               | FK Krasnodar                                                                                       |
| 137  | Pearse Stadium                        | 34 tys.          | Galway, Irlandia               | Galway GAA                                                                                         |
| 138  | Pride Park Stadium                    | 33 597           | Derby, Anglia                  | Derby County F.C.                                                                                  |
| 139  | Estadio La Rosaleda                   | 33 500           | Málaga, Hiszpania              | Málaga CF                                                                                          |
| 140  | Stadion Miejski im. Henryka Reymana   | 33 326           | Kraków, Polska                 | Wisła Kraków                                                                                       |
| 141  | Stadion im. Jeorjosa Karaiskakisa     | 33 296           | Pireus, Grecja                 | Olympiakos SFP, Reprezentacja Grecji w piłce nożnej                                                |
| 142  | Stadion Mietałłurg                    | 33 220           | Samara, Rosja                  | Krylja Sowietow Samara                                                                             |
| 143  | St. Jakob-Park                        | 33 150           | Bazylea, Szwajcaria            | FC Basel                                                                                           |
| 144  | Stade de la Mosson                    | 32 900           | Montpellier, Francja           | Montpellier HSC                                                                                    |
| 145  | St Mary’s Stadium                     | 32 689           | Southampton, Anglia            | Southampton F.C.                                                                                   |
| 146  | Bramall Lane                          | 32 609           | Sheffield, Anglia              | Sheffield United F.C.                                                                              |
| 147  | Estadio Balaídos                      | 32 500           | Vigo, Hiszpania                | Celta Vigo                                                                                         |
| 148  | Walkers Stadium                       | 32 500           | Leicester, Anglia              | Leicester City F.C.                                                                                |
| 149  | Stadion Spartaka Władykaukaz          | 32 464           | Władykaukaz, Rosja             | Spartak Władykaukaz                                                                                |
| 150  | Stadio Nereo Rocco                    | 32 454           | Triest, Włochy                 | U.S. Triestina Calcio                                                                              |
| 151  | Rosenaustadion                        | 32 354           | Augsburg, Niemcy               | FC Augsburg                                                                                        |
| 152  | Stadio Euganeo                        | 32 336           | Padwa, Włochy                  | Calcio Padova                                                                                      |
| 153  | Estadio Anoeta                        | 32 200           | San Sebastián, Hiszpania       | Real Sociedad                                                                                      |
| 154  | Stadion BJK İnönü                     | 32 145           | Stambuł, Turcja                | Beşiktaş JK, Reprezentacja Turcji w piłce nożnej                                                   |
| 155  | Stadion Centralny                     | 32 120           | Wołgograd, Rosja               | Rotor Wołgograd                                                                                    |
| 156  | Stadion im. Dana Păltinișanu          | 32 019           | Timișoara, Rumunia             | Politehnica Timișoara                                                                              |
| 157  | Ricoh Arena                           | 32 tys.          | Coventry, Anglia               | Coventry City F.C.                                                                                 |
| 158  | Casement Park                         | 32 tys.          | Belfast, Irlandia Północna     | Gaelic Athletic Association                                                                        |
| 159  | Breffni Park                          | 32 tys.          | Cavan, Irlandia                | Cavan GAA                                                                                          |
| 160  | Stade de Suisse Wankdorf              | 32 tys.          | Berno, Szwajcaria              | BSC Young Boys                                                                                     |
| 161  | Lord’s Cricket Ground                 | 32 tys.          | Londyn, Anglia                 | Marylebone Cricket Club (MCC), Middlesex County Cricket Club, Anglia and Wales Cricket Board (ECB) |
| 162  | Red Bull Arena                        | 31 895           | Salzburg, Austria              | Red Bull Salzburg                                                                                  |
| 163  | Stadion Wojska Polskiego w Warszawie  | 31 800           | Warszawa, Polska               | Legia Warszawa                                                                                     |
| 164  | Centralnyj Profsojuz Stadion          | 31 743           | Woroneż, Rosja                 | Fakieł Woroneż                                                                                     |
| 165  | Schauinsland-Reisen-Arena             | 31 500           | Duisburg, Niemcy               | MSV Duisburg                                                                                       |
| 166  | Ewood Park                            | 31 367           | Blackburn, Anglia              | Blackburn Rovers F.C.                                                                              |
| 167  | Rewirpowerstadion                     | 31 328           | Bochum, Niemcy                 | VfL Bochum                                                                                         |
| 168  | Estadio Gran Canaria                  | 31 250           | Las Palmas, Hiszpania          | UD Las Palmas                                                                                      |
| 169  | Roazhon Park                          | 31 127           | Rennes, Francja                | Stade Rennais FC                                                                                   |
| 170  | Estádio Municipal de Aveiro           | 30 970           | Aveiro, Portugalia             | SC Beira-Mar                                                                                       |
| 171  | Cluj Arena                            | 30 596           | Kluż-Napoka, Rumunia           | Universitatea Kluż                                                                                 |
| 172  | City Ground                           | 30 576           | Nottingham, Anglia             | Nottingham Forest F.C.                                                                             |
| 173  | Portman Road                          | 30 311           | Ipswich, Anglia                | Ipswich Town F.C.                                                                                  |
| 174  | Estádio Cidade de Coimbra             | 30 210           | Coimbra, Portugalia            | Académica Coimbra                                                                                  |
| 175  | Estádio Municipal de Braga            | 30 154           | Braga, Portugalia              | SC Braga                                                                                           |
| 176  | Estádio D. Afonso Henriques           | 30 146           | Guimarães, Portugalia          | Vitória SC                                                                                         |
| 177  | Stadion Centralny                     | 30 133           | Kazań, Rosja                   | Rubin Kazań                                                                                        |
| 178  | Volkswagen-Arena                      | 30 122           | Wolfsburg, Niemcy              | VfL Wolfsburg                                                                                      |
| 179  | Tehelné pole                          | 30 085           | Bratysława, Słowacja           | Slovan Bratysława                                                                                  |
| 180  | Stade de Genève                       | 30 084           | Genewa, Szwajcaria             | Servette FC                                                                                        |
| 181  | Stadion Lokomotiwu                    | 30 075           | Moskwa, Rosja                  | Lokomotiw Moskwa                                                                                   |
| 182  | Stade Maurice Dufrasne                | 30 023           | Liège, Belgia                  | Standard Liège                                                                                     |
| 183  | St Andrew’s Stadium                   | 30 009           | Birmingham, Anglia             | Birmingham City F.C.                                                                               |
| 184  | Estádio Algarve                       | 30 002           | Faro, Portugalia               | S.C. Farense, Louletano DC                                                                         |
| 185  | Malmö Stadion                         | 30 tys.          | Malmö, Szwecja                 | Malmö FF                                                                                           |
| 186  | Wörthersee Stadion                    | 30 tys.          | Klagenfurt, Austria            | SK Austria Klagenfurt                                                                              |
| 187  | Estadio José Rico Pérez               | 30 tys.          | Alicante, Hiszpania            | Hércules CF                                                                                        |
| 188  | Astana Arena                          | 30 tys.          | Astana, Kazachstan             | FK Astana, Reprezentacja Kazachstanu w piłce nożnej                                                |